# Малък автомобил
Малък автомобил (също супермини или субкомпактен автомобил) е категория леки автомобили с малки размери – по-големи от тези на миниавтомобил, но по-малки от тези на среден автомобил. В антимонополната практика на Европейската комисия тези автомобили са определяни като пазарен сегмент B.
Това е най-големият сегмент в Европа по продажби, представляващ 20 процента от общите продажби на автомобили през 2020 г. според JATO Dynamics.
- Фолксваген Поло
- Рено Клио
- Форд Фиеста
- Опел Корса
- Пежо 208
- Дачия Сандеро

## Дефиниция
Европейските сегменти не се основават на критерии за размер или тегло.Regulation (EEC) No 4064/89 - Merger Procedure //   exact market definition was left open . boundaries between segments are blurred by factors other than the size or length of cars</ref>
На практика автомобилите от сегмент B се описват като имащи дължина от приблизително 3,7 метра (145,7 инча) до 4,2 метра (165,4 инча) и може да варират в зависимост от стиловете на каросерията, пазарите и годината. В някои случаи една и съща кола може да бъде различно позиционирана в зависимост от пазара.
Класът превозни средства на Euro NCAP, наречен "Supermini", също включва по-малки автомобили от сегмент A заедно с автомобили от сегмент B.
Във Великобритания терминът "supermini" е по-широко използван за хечбек сегмент B. Терминът е разработен през 1970 г. като неофициална категоризация  и до 1977 г. е използван редовно от британския вестник The Times . До средата на 80-те години на XX век той има широко приложение във Великобритания.
В Германия терминът „малки автомобили“ (на немски: Kleinwagen) е одобрен от Федералния орган за автомобилен транспорт (Kraftfahrt-Bundesamt [de], KBA) и е еквивалентен на сегмент B. Сегментът представлява 15,1% от общите регистрации на автомобили в страната през 2020 г.